# Revista Ilustrar
Ilustrar é uma revista digital criada pelo ilustrador Ricardo Antunes em 2007. A revista tem como objetivo apresentar perfis, entrevistas e portfólios de ilustradores brasileiros e estrangeiros. A primeira edição trouxe artistas como Samuel Casal, Arthur de Pins, Eduardo Schaal, Nico Rosso e Renato Alarcão. Todas as edições são disponibilizadas gratuitamente em seu site oficial. Em 2011, a Ilustrar criou a sua própria editora chamada Editora Reference Press, que fez sua estréia publicando o artbook Sex & Crime: The Book Cover Art of Benicio,, e no mesmo ano, a Revista Ilustrar ganhou o Troféu HQ Mix na categoria "Homenagem especial".
Em 2013, a Ilustrar dedicou uma edição à coleção Sketchbook Experience da editora Reference Press. Em 2014, a editora Reference Press publicou o segundo volume de Sex & Crime: The Book Cover Art of Benicio, após uma campanha de financiamento coletivo no site Catarse. Em 2015 a editora lançou o livro "The Art of Baptistão - 30 anos", do caricaturista brasileiro Eduardo Baptistão. Em 2016 lançou o livro "Carlos Nine Sketchbook", do artista argentino Carlos Nine (que faleceu uma semana antes do lançamento do livro), e em 2017 lançou o livro "Zeppelin", versão em quadrinhos da múscia "Geni e o Zepelim", de Chico Buarque de Holanda, desenhada e ilustrada por Ricardo Antunes.
Por ser um projeto cultural e educativo e totalmente gratuito, pela sua importância a Revista Ilustrar foi utilizada como material de ensino na Unip - Universidade Paulista, no Senac, na Universidade de Aveiro (em Portugal, no departamento de Biologia, nas aulas de ilustração científica) e recentemente passou a ser material de ensino na FIT – Fashion Institute of Technology de Nova York, uma das mais prestigiadas faculdades de Belas Artes da cidade.
Em 2023 a Revista Ilustrar foi convidada como juri do Prêmio Internacional de Ilustração Pelikanor, com sede na Espanha.
Em 2024 a Revista Ilustrar foi convidada novamente como juri do Prêmio Internacional de Ilustração Pelikanor, da Espanha.
Em 2024 o editor da Revista Ilustrar, Ricardo Antunes, passou a ser o curador oficial de todo o acervo do ilustrador e artista José Luiz Benicio, um dos maiores ilustradores do Brasil e um dos artistas que mais participou da revista. A curadoria foi oficializada pela famílida Benicio, e a catalogação e divulgação das imagens do acervo será através do site da Revista Ilustrar.
Atualmente a Ilustrar já possui mais de 180 entrevistas com artistas do Brasil e do exterior, provenientes de 26 países diferentes.